# 超多様性トークショー!なれそめ
『超多様性トークショー!なれそめ』（ちょうたようせいトークショー なれそめ）は、NHK Eテレのトーク番組。
コンセプトは「なれそめの数だけいろんな人生の楽しみ方がある」。人生の様々な出会いを通してはぐくまれたなれそめをキーワードに、ゲストのカップルの人生観をトークを通して探るというものである。
2021年6月2日に『なれそめTV』のタイトルで開発番組として放送。同年12月に現在の題名で特番として放送され、2022年より不定期でレギュラー放送が行われている。
2023年10月2日から12月11日まで2024年3月から9月まで、NHK総合にてレギュラー放送された。

## 出演

### MC
- 田村淳[3]

### レギュラー
- 井上瑞稀[5]、作間龍斗[5][注 1]
- 那須雄登[5]、岩﨑大昇[5][注 1]
- 中村嶺亜[5]、矢花黎[5][注 1]

### ナレーション
- 水瀬いのり[3]